# Mary Ellen Richmond

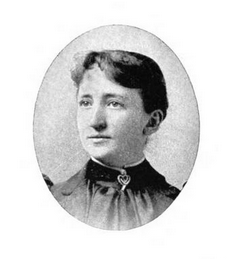
Mary Ellen Richmond (1894)

Mary Ellen Richmond (* 5. August 1861 in Belleville (Illinois); † 1928 in New York) war eine US-amerikanische Pionierin der Sozialen Arbeit.

## Leben
1893 übernahm Richmond, eigentlich Buchhalterin, die Leitung der Charity Organization Society (COS) in Baltimore. Die verbreiteten Charity Organization Societies waren Agenturen, die Hilfebedarfe ermittelten und freiwillige „friendly visitors“ vermittelten, häufig Frauen aus dem Bürgertum. Diese wurden von wenigen „paid agents“ (Angestellten) begleitet und ausgebildet, die damit eine Vorform von Sozialarbeitern und Supervisoren waren. Richmond wollte durch sorgfältige Ermittlungsarbeit „würdige“ von „unwürdigen“ Hilfsfällen unterscheiden. Von Richmond ging dabei ein neues Verständnis gegenüber der Armut und Hilfebedürftigkeit aus. Armut ist bei ihr nicht mehr im Charakter begründet, sondern Richmond macht die Umstände für Armut mitverantwortlich. 1917 veröffentlicht sie ihr Standardwerk der Sozialen Arbeit, Social Diagnosis, das Alice Salomon sehr prägte und die Soziale Diagnostik begründete. Gleichzeitig begründete sie damit die Social Casework, die ab 1950 zunächst als vertiefte Einzelfallhilfe in Deutschland aufgenommen und weiterentwickelt wurde.

## Schriften (Auswahl)
- Friendly Visiting among the Poor. A Handbook for Charity Workers, New York/London: MacMillan, 1899.
- The good neighbor in the modern city, Philadelphia: J.B. Lippincott, 1908.
- A study of nine hundred and eighty-five widows known to certain charity organization societies in 1910, New York City: Charity Organization, Russell Sage Foundation, 1913.
- Social Diagnosis, New York: Russell Sage Foundation, 1917.
- What is social case work?, New York: Russell Sage Foundation, 1922.